# Momotus
A Momotus a madarak osztályának, ezen belül a szalakótaalakúak (Coraciiformes) rendjébe és a motmotfélék (Momotidae) családjába tartozó nem.

## Rendszerezésük
A nemet Mathurin Jacques Brisson francia zoológus írta le 1760-ban, az alábbi fajok tartoznak ide:
- hegyi motmot (Momotus aequatorialis)
- barnafejű motmot (Momotus mexicanus)
- Diadémmotmot (Momotus momota)
- Momotus coeruliceps[1] vagy Momotus momota coeruliceps[2]
- Momotus lessonii[1] vagy Momotus momota lessonii[2]
- Momotus argenticinctus[1] vagy Momotus momota argenticinctus[2]
- Momotus bahamensis[1] vagy Momotus momota bahamensis[2]
- Momotus subrufescens[1] vagy Momotus momota subrufescens[2]

## Előfordulásuk
Mexikó, Közép-Amerika és Dél-Amerika területén honosak. Természetes élőhelyeik a szubtrópusi és trópusi esőerdők, száraz erdők és cserjések, valamint emberi környezet. Állandó, nem vonuló fajok.

## Megjelenésük
Testhosszuk 36-48 centiméter körüli.